# São Lourenço de Ribapinhão
São Lourenço de Ribapinhão ist eine Gemeinde (Freguesia) im portugiesischen Kreis Sabrosa. In ihr leben 318 Einwohner (Stand 19. April 2021).